# Iván Moro
Iván Moro Fernández, född 25 december 1974 i Madrid, är en spansk vattenpolospelare. Han ingick i Spaniens landslag vid olympiska sommarspelen 1996, 2000 och 2004.
Moro gjorde två mål i den olympiska vattenpoloturneringen i Atlanta som Spanien vann. I Sydney gjorde han sex mål och i Aten ytterligare sex. Utöver OS-guldet 1996 blev det en fjärdeplats och en sjätteplats i OS-sammanhang för Moro.
Moro tog VM-guld för Spanien i samband med världsmästerskapen i simsport 1998 i Perth och 2001 i Fukuoka.